# Фея

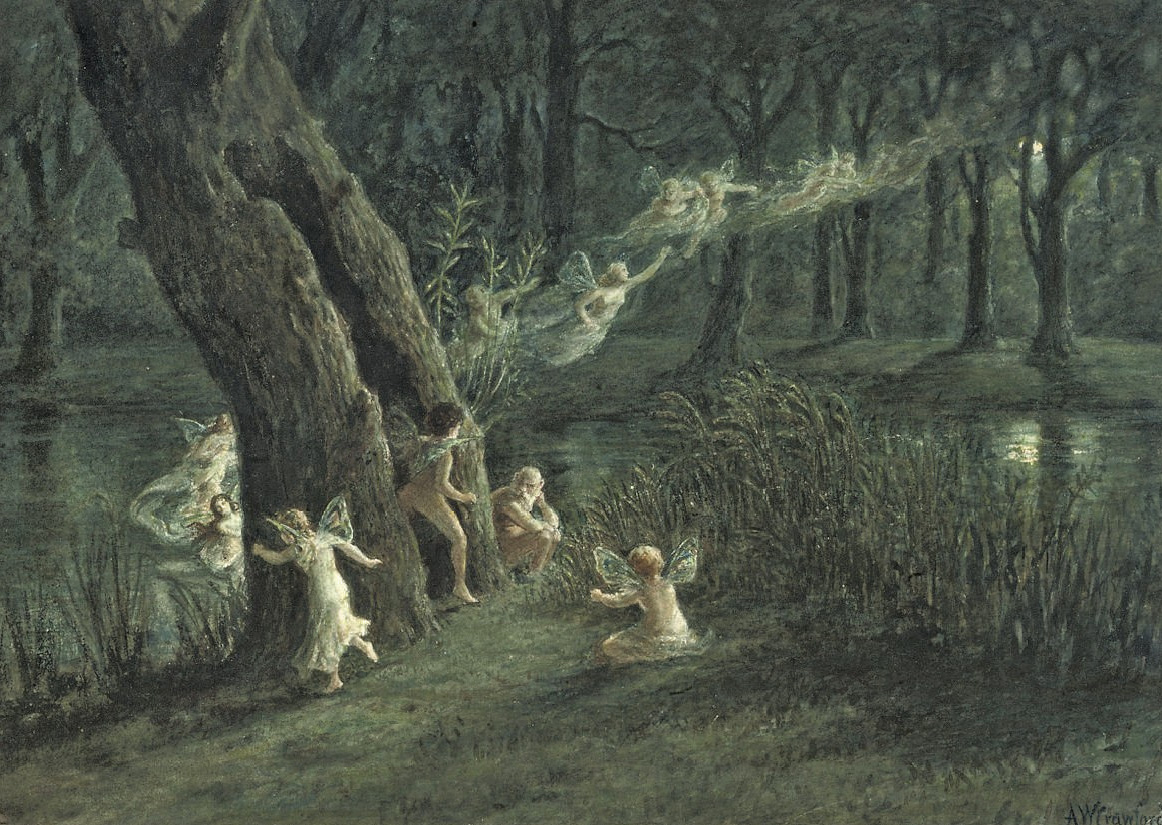
«Лісові феї в місячному сяйві», картина Вільяма Кроуфорда, кін. XIX ст.

Фе́ї (фр. fée, англ. fairy, faery, faerie, fay, fae) — в кельтському фольклорі духи, що ведуть утаємничений спосіб життя і при цьому здатні втручатися в повсякденне життя людини. Феї могли бути як окремим видом духів, так і збірною назвою, тому їхній образ дуже строкатий. Популярний образ феї як мініатюрної та привабливої жінки сформувався в епоху розквіту романтизму в західній літературі і отримав розвиток у вікторіанську епоху. В широкому значенні під феями прийнято розуміти всіх споріднених міфологічних істот народів Європи, а часом і інших регіонів, які нерідко кардинально відрізняються одна від одної.

## Етимологія
Слово «фея» походить від fae — англійського прочитання латинського слова fata — «доля». Передусім під феями малися на увазі різноманітні духи-помічники та провісники майбутнього. Fae в свою чергу сходить до праіндоєвропейського *bha- — «говорити, мовити, ректи». В сучасній англійській мові переважно вживається не fae, а fairy — так з початку XIV ст. називалася земля, де мешкають духи (fairyland), ототожнювані з феями. В британському фольклорі вважалося, що про присутність фей свідчать знаки на землі, схожі на рукотворні — кільця грибів, скам'янілості морських їжаків, а також камені вздовж доріг, прокладених римлянами, котрими позначали відстані.
Також у германських мовах є подібне слово fey, утворене від давньоанглійського fæge — «приречений на смерть» чи «призначений долею» і також «боязкий», «немічний», від протогерманського *faigjo з тим же значенням, виниклим, як і foe — «ворог» від давньогерманського fehan — «ненависть» або готського faih — «обман». З ним пов'язується санскритське pisunah — «злісний».

## Образ

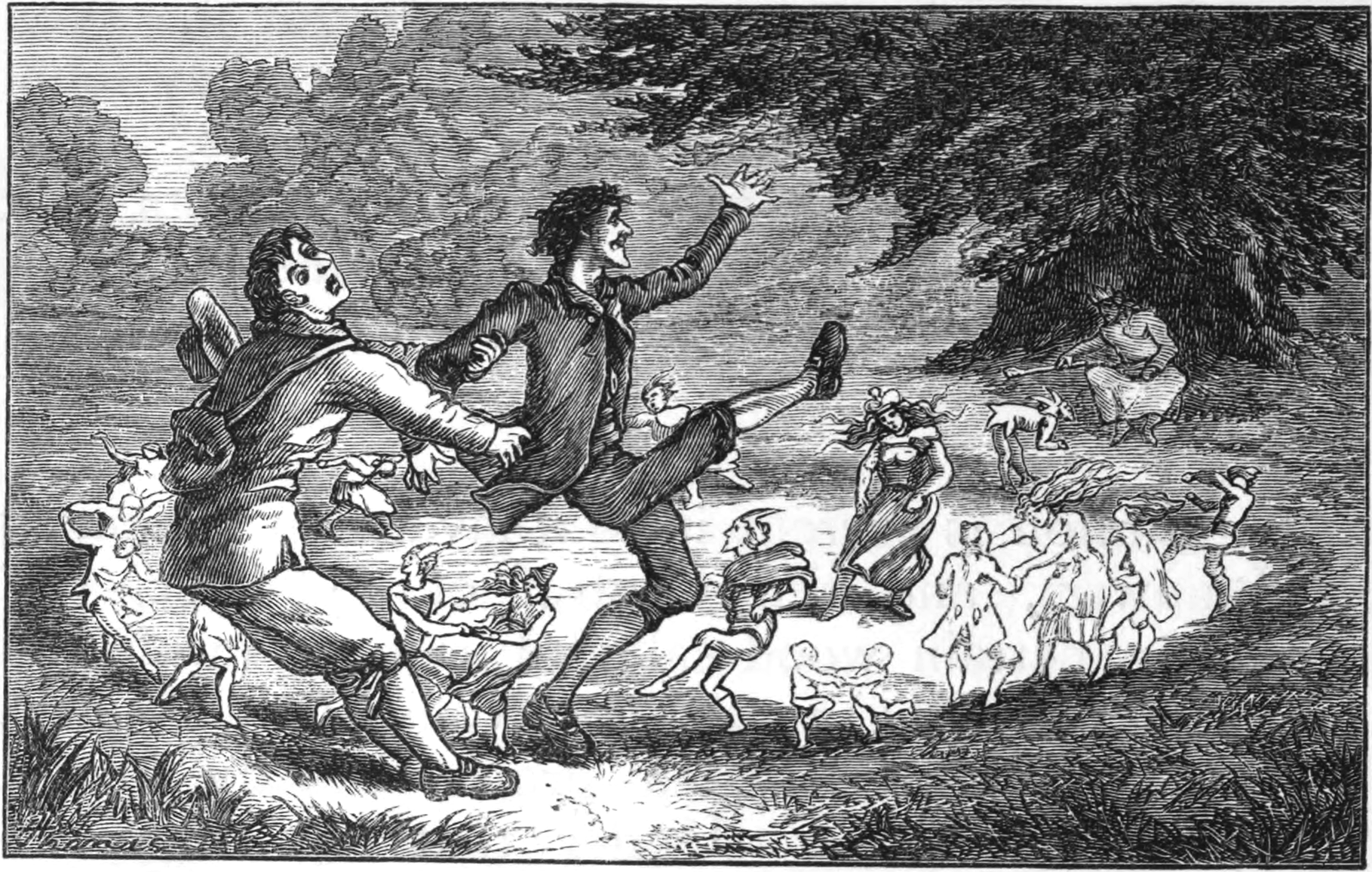
«Вирваний з кільця фей». Чоловік рятує друга, зачарованого феями, ілюстрація Томаса Генрі Томаса, 1880 р.

Феями (фейрі) в англосаксів спочатку називалися різні види духів, здатні впливати на долю людини, допомагаючи в скруті чи повідомляючи про майбутнє знаками: брауні, піксі, ельфи, лепрекони, спрайти, гобліни, морські діви. Разом з тим, до обсягу фей зазвичай належать духи природи, і хоча вони можуть перебувати в людських житлах, проте не є суто домашніми духами. Зрідка феями могли називатися й люди, котрим приписувалися магічні здібності. Таким чином, слово «фея» була радше вказівкою на функцію істоти, а не її видову належність. З цієї причини первісний вигляд фей міг бути різноманітний — від високої сяйливої істоти до потворного карлика; феї могли бути як жіночої, так і чоловічої статі. Часом феями вважалися душі дітей, які померли нехрещеними, або душі язичників.
Здібності фей різноманітні: ставати невидимими, створювати майстерні вироби, виконувати роботу за людей, які шанують їх, викрадати нехрещених дітей, замінюючи власними. Вважалося, феї допомагають тим, хто лишає для них підношення, наприклад, молоко, виконують тоді за господарів будинку дрібну роботу. Мірошники, передусім у Шотландії, вважалися товаришами фей, тому вони ніколи не будуть пограбовані, а з настанням темряви феї трудяться на млині замість хазяїна. Існує переказ про мірошника з Гемпшира, який вночі підглянув за феями і вони дали йому дві пригорщі чарівного зерна. Відтоді мірошник тривалий час брав зерно з запасів, а вони не зменшувались. За повір'ям, якщо знати ім'я феї, то можна сказати їй своє бажання і фея виконає його; але за виклик фея може образитись і жорстоко помститись. Ображені феї кидають каміння, задмухують свічки, скидають посуд з полиць, напускають в будинок дим, а крім того не дають зростати пшениці. В деяких переказах феї забирають жінок до себе, щоби ті піклувалися про дітей фей, а потім повертають, заплативши золотом. В інших варіантах потворний чоловічок забирає людську жінку, щоб вона доглядала його прекрасну дружину й дочку. У скандинавів є подібні історії про те, як феї викликають жінку аби прийняти пологи у викраденої смертної. В нагороду феї дають повитусі лікувальну мазь для очей її дитини. З цікавості жінка вирішує випробувати мазь на собі, після чого повертається додому сліпою, або здатною відтоді бачити фей. Якщо жінка помирала після пологів, вважалося, що феї забрали її доглядати за власними дітьми. Хто опинявся в їхніх володіннях, міг провести там сотні років, які здавалися йому одним днем. На додаток, феям приписувалася здатність перетворюватися на тварин: звичайних, як-от олень, або чудовиськ. Так, у «Легендах Кнокшібагна» описується як фермер побачив королеву фей, що перетворилася на чорного коня з крилами яструба та хвостом дракона, що голосно шипів і дихав полум'ям.
Відомі перекази про те, як людина зустрічає групу фей, що йдуть вервичкою з місця, де більше не можуть жити — бо покидають невдячних людей, або не можуть витерпіти звуку церковних дзвонів. У частині переказів феї здатні насилати оману. Також викрадають дрібні речі, заплутують гриви коням, збивають мандрівників з дороги. Викраденнями людей феями пояснювалася раптова смерть — феї забирають людину, а її труп — це майстерна підробка з дерева, лишена натомість. Феї можуть заманити людину на свої танці й бенкети, але хто приєднається, буде змушений танцювати до самого світанку без перепочинку. Отямившись, людина може виявити себе побитою, паралізованою чи затерплою. Побутували й інші повір'я, що людина, забрана феями, «відмічена» та після повернення буде чимось видатна. Також вірили, що зникла людина може повернутися рівно в річницю зникнення. Смерть фольклориста Роберта Кірка пояснювалася викраденням феями: він помер, переходячи кургани, та опинився в полоні фей за розголошення їхніх таємниць.
За деякими віруваннями, феї тримають незвичайних тварин, зокрема псів. Ці пси можуть бути дивного вигляду, наприклад, зелені, чи дуже страшні. Буває, феї віддячують за допомогу їм золотом, але потім воно перетворюється на листя, квіти, печиво чи інші марні речі. Трапляються перекази про похорони фей. Своїх померлих вони кладуть у маленьку труну, обкладену квітами, похоронна процесія також несе багато квітів і прямує до церкви. У одній з історій чоловік бачить такий похорон, з несподіванки скрикує і тоді феї розлітаються, колючи його, чим змушують втекти.
Як часто траплялося з істотами язичницької міфології після запровадження християнства, феї описувалися як палі янголи, що після скинення з неба опинилися в різних місцях Землі. Таке вірування, підтримуване духовенством, зокрема поширилися при становленні пуританства, і тоді ж феї стали уявлятися злішими. Спілкування з феями стало розглядатися як форма чаклунства і відповідним чином каратися. За іншими віруваннями, феї жили в Раю, та були вигнані за недостатню чистоту, а в Пекло їх не впустили за те, що виявилися недостатньо грішні. «Вважається, що ті, кого називають… феями, займають проміжну сходинку між людиною і ангелом, подібно демонам в минулому», — писав преподобний Роберт Кірк у 1691 році. Прямий стосунок до цієї ідеї має і повір'я про те, що феям доводиться щорічно платити данину дияволу, інакше той забиратиме десяту частину фей до Пекла. Таким чином, не будучи демонами, феї перебували у владі диявола.
Захистом від фей вважалося залізо та сталь: феї не можуть увійти в хату, зачинену на залізний замок; не зашкодять людині, що носить залізну шпильку; не зможуть викрасти дитину, коли лишити біля колиски ножиці чи щипці; не залізуть через комин, якщо лишити в печі лезо коси тощо. Хто потрапить під чари фей, повинен торкнутися заліза чи одягнути одяг навиворіт і тоді звільниться. У Вельсі вважали, що коли людину намагаються викрасти феї, їй треба вхопитися за траву і викрадачі відпустять. На заході Англії вірили, що фей відлякують сіль та риба. Традиція солити масло можливо виникла спершу для його захисту від псування феями. Також засобами від цих духів вважалися чотирилисна конюшина, ромашки, звіробій, вербена, ясен; а також камені з природними отворами. Феї начебто не можуть перейти водний потік. Також засобами від них вважалися християнські хрест і молитва. За ірландськими віруваннями, феї не можуть обійти кут будинку, ненавидять слова подяки.
Образ феї як гарної молодої дівчини з крильцями метелика чи бабки виник досить недавно, у другій половині XIX століття за Вікторіанської та Едвардівської епох Великої Британії. В фольклорі феї якщо літають, то чарівним чином, або на «парашутиках» жовтозілля та спинах птахів. Комашині крила фей виникли як романтична раціоналізація магічного польоту. В рамках «Кельтського Відродження» феї стали вважатися характерним образом ірландської культури.

## Спостереження фей
Примітно, що навіть у час, здавалося б, занепаду вірувань в чарівних істот, чимало дітей, а часом і дорослі, стверджують ніби особисто зустрічали фей: маленькі чоловічки дозволяють себе розглядати, залазять на долоні, причому як на природі, так і в приміщеннях. Так, антрополог Волтер Еванс-Ветц у 1912 році наводив 102 свідчення від очевидців з'яви фей.
Влітку 1917 року в селі Коттінглі, двоє дівчат, 10-річна Елсі Райт і 16-річна Франсіс Гриффіт, стверджували, що регулярно бачать в лісі гномів і фей. Попросивши у батька фотокамеру, вони зробили знімки танцюючих у повітрі чотирьох фей і гнома. На фото ці істоти мали популярний образ чоловічків з крилами метелика. Кисті нагадували плавники зі з'єднаними пальцями, а «борода» гнома була відростком голови. Ажіотаж навколо «свідчення» існування фей спонукав до наслідувань, ще декілька людей надали впродовж 1920-х років власні знімки цих істот.
Артур Конан Дойл, оскільки був прихильником спіритизму, відправив знімки на експертизу Оліверу Лоджу — одному з провідних фізиків Великої Британії. Той відповів, що фотографії підроблені, проте преса в 1920—1922 роки регулярно цікавилася спілкуванням дівчат із феями і ті робили нові знімки. В 1978 році британський письменник Фред Геттінгс виявив, що феї на фото співпадають з малюнками Артура Шеппертона в «Книзі подарунків принцеси Мері» (1915). Самі Елсі та Франсіс у 1970-і й 1980-і кілька разів стверджували, що бачили фей у дитинстві, але не могли їх зняти, тому вдалися до підробки для наочності. В 1983 році вони все ж зізналися, що феї були вирізаними малюнками, що трималися на шпильках, а гном — глиняною фігуркою.
У 1927 році в Британії було засновано окультне напівтаємне Товариство дослідження фей, що займалося збором свідчень існування цих істот і фольклору про них. Товариство проіснувало до 1990-х, а з 2014 відновлено онлайн.
У 2007 році лондонський майстер з реквізиту Ден Байнс створив фальшивий труп феї, що виглядав як людинка з крилами, подібними на листя. На цей першоквітневий жарт, однак, відгукнулося кілька сотень людей, які стверджували, що бачили подібних істот, і заперечували факт підробки навіть після Байнсового підтвердження, що це фальшивка.

## Трактування образу
Залишки корінного населення. Уявлення про фей могли виникнути в прибулого населення, що завоювало місцевих жителів (можливо, в бритів, які підкорили невідомі місцеві племена); ті з аборигенів, які переховувалися від завойовників, або й чинили їм опір, вели партизанську боротьбу, стали уявлятися як невидимі, мстиві сили. В кельтському фольклорі нерідко згадується «маленький народ», який, рятуючись від загарбників, змушений був піти під землю, в кургани, особливо вздовж британського західного узбережжя. Перевага зеленого одягу фей пояснюється його придатністю для маскування, а використання магії — як засіб протистояти добре озброєним прибульцям з інших земель. Іноді в фольклорі зазначається, що феї бояться заліза. Це може свідчити, що аборигени не вміли його обробляти, натомість завойовники володіли залізною зброєю.
Язичницькі божества. Феї — це нижчі божества язичників Західної Європи, статус яких з приходом християнства було ще знижено, проте віра в них не була цілком витіснена. Ірландський поет Вільям Єйтс стверджував, що багато містичних істот, раніше божеств, було знижено до фей. Ця теорія здобула розвиток за вікторіанства, коли популяризувалася ідея, що стародавні боги — це метафоричні втілення природних явищ. Відповідно феї інтерпретувалися як метафори нічного зоряного неба, чи як персоніфікація або того чи іншого аспекту природної стихії, або таких понять, як «любов» або «перемога».
Язичницькі духи природи. В язичництві феї були духами природи, що живуть в різних предметах (подібно до камі в синтоїзмі). Образи цих духів було олюднено як народець, який охороняє місця, котрі населяє. Дослідник сучасних вірувань у фей Оріон Фоксвуд вважає, що протиставлення людиною себе природі лишило відчуття порожнечі в світі, з якого людина вийшла; віра в фей відновлює відчуття зв'язку з природою. Вона є своєрідним внутрішнім регулятором, що застерігає людей від руйнування необхідного їм природного середовища.
Духи померлих. Феї мають типові риси, характерні духам предків. Землями фей традиційно вважаються місця поховань, кургани. В їхніх володіннях немає змін, плин часу невідчутний, немає хвороб, старості, або час плине інакше, не так, як у світі людей. Самі феї переважно виглядають неплодючими, вони або викрадають людських дітей для поповнення своїх лав, або потребують людської допомоги у вирощенні власних неповноцінних дітей. Феї допомагають тим, хто вшановує їх, лишає їм підношення, і збиткуються з тих, хто цього не робить, турбує їх без вагомої потреби.
Підсвідомий образ. Психоаналітик Нандор Фодор вважав, що віра в фей та навіть зустрічі з ними, коли люди впевнені, що бачать їх насправді — це прояв досвіду до народження. Курган або кільце фей — символи матки, в якій дитина перебуває, забезпечена всім необхідним. Малий розмір плоду в матці переноситься на фей в подобі маленьких людей, достаток без яких-небудь зусиль з боку людини — на участь в бенкетах і танцях.
Інопланетяни. Уфологи нерідко ототожнюють фей з інопланетянами, зважаючи на численні паралелі між ними у віруваннях. Так, стереотипні інопланетяни є карликами, можуть гіпнотизувати людей, викрадати їх і їхніх дітей. Інший образ фей як прекрасних високих людей нагадує так званих нордичиних прибульців. Ця версія, втім, широко критикується, адже очевидці зникнень пояснюють їх згідно типових уявлень свого часу, а «жертви» використовують їх для виправдання своєї відсутності. Випадки «викрадення феями» чи «викрадення інопланетянами» стосуються головним чином процесу сприйняття й інтерпретації події, коли люди бачать і чують не те, що відбувається насправді, а те, що вони очікують або бояться побачити й почути, до чого вони схильні згідно колишнього досвіду, особистих установок, соціально-психологічної атмосфери під впливом інших людей.

## Класифікація фей

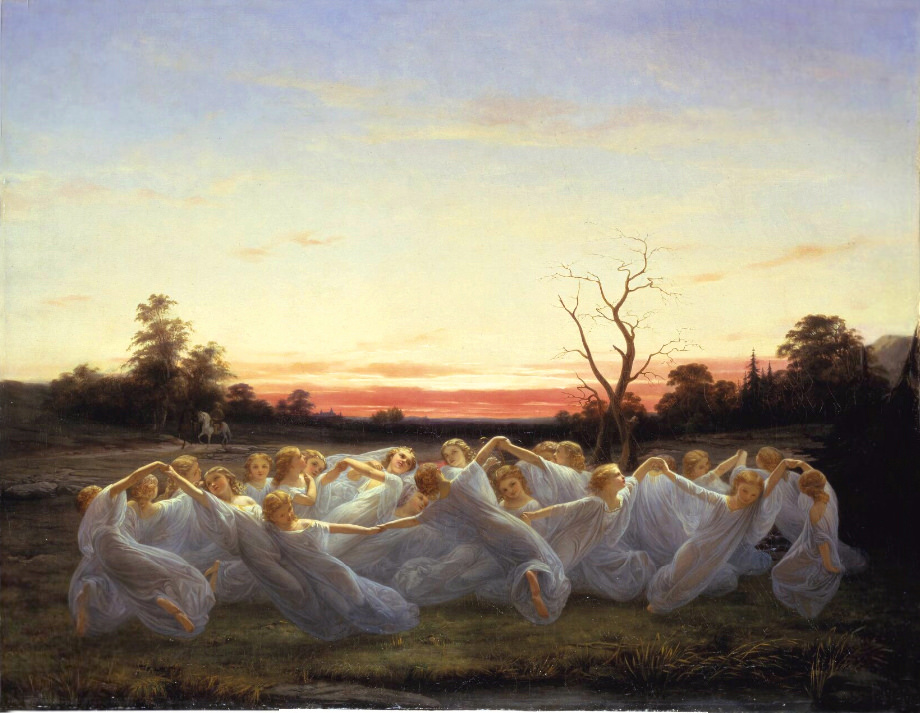
Нільс Бломер. «Феї на лузі» 1850

Вільям Єйтс в 1888 та історик Джеймс Макдугалл в 1910 роках запровадили поділ фей на товариських та самотніх. Перші феї живуть спільнотами і працюють колективно: танцюють, грають музику, беруть участь в розкішних обідах. Смертні можуть знайти їх, пішовши за звуками з їхніх свят, відвідавши курган фей або кільця фей. В кельтських джерелах стверджувалось, що музика фей мала божественний характер, більше того, що деякі народні мелодії почерпнуті саме звідти. Товариські феї надають перевагу зеленому кольору та відрізняються розмірами — найменші можуть бути розміром з квітку, найбільші такі ж, як люди, і можуть навіть вступати в інтимний зв'язок із смертними. Самотні феї, навпаки, уникають зібрань і не полюбляють свята — вони або приєднуються до людини і непомітно допомагають їй у господарстві, або населяють відкриті простори і нападають на перехожих. Домашня фея полюбляє червоний, коричневий або сірий кольори; може балакати з господарями, приносити іграшки дітям та знімати пристріт.
Якщо товариські феї добродушні аристократи, то поодинокі — робітники. Вони допомагають господарю мити посуд, розпалювати вогонь, але вимагають за це поваги та нагороди у вигляді склянки молока. Розгнівавшись, вони можуть викликати ефект полтергейста. В товариських фей є своя країна, що управляється королевою; королі зустрічаються рідко, але існували згадки і про пару правителів — король і королева. Як відмічає «Оксфордський словник кельтської міфології», у багатьох відносинах «царство фей нагадує людське уявлення про життя на небесах. Тут не існує часу, як не існує і хвороб, віку та смерті. Смертні, які потрапили в царство фей, можуть провести тут до 900 років, які минуть всього за одну ніч». Помешкання фей-аристократів завжди багате на золото та срібло. Найромантичніші фольклорні історії так чи інакше мають часовий аспект — розповідають про смертного, який покохав королеву фей, а вона перенесла його до себе в царство, здійснила всі його бажання, а потім (через порушення табу) повертає назад, де він дізнається, що минули вже сотні років.
В шотландському фольклорі існувала моральна градація фей: вважалось, що представники Благого обійстя (Seelie Court) — це добрі феї. Незважаючи на мстивість, вони готові допомогти людині, звернутись до неї за допомогою, а потім щедро нагородити. Їхніми антиподами були феї з Неблагого обійстя (Unseelie Court), які заподіюють біду, причому без будь-якої причини. Вони нападають вночі на мандрівника, переносять його в іншу місцевість повітрям, б'ють, стріляють в домашню худобу стрілами. Типовими представниками таких істот вважаються боґли.
Такий поділ, втім, ніколи не розглядався як точний. Так, англійський піксі має характеристики як товариської так і самотньої феї; істота Робін Гудфелло — жартівник та добрий домашній помічник. Деякі дослідники не вважають брауні феями, неясний статус мають і нокери, істоти, які мешкають в залізних копальнях.
Вірт Сайкс, вторуючи Томасу Кейтлі, що подібно поділяв скандинавських духів, пропонував поділ Вельських фей на 5 видів: ельфи, домашні духи, духи копалень, озерні діви та гірські духи.

## Феї в культурі

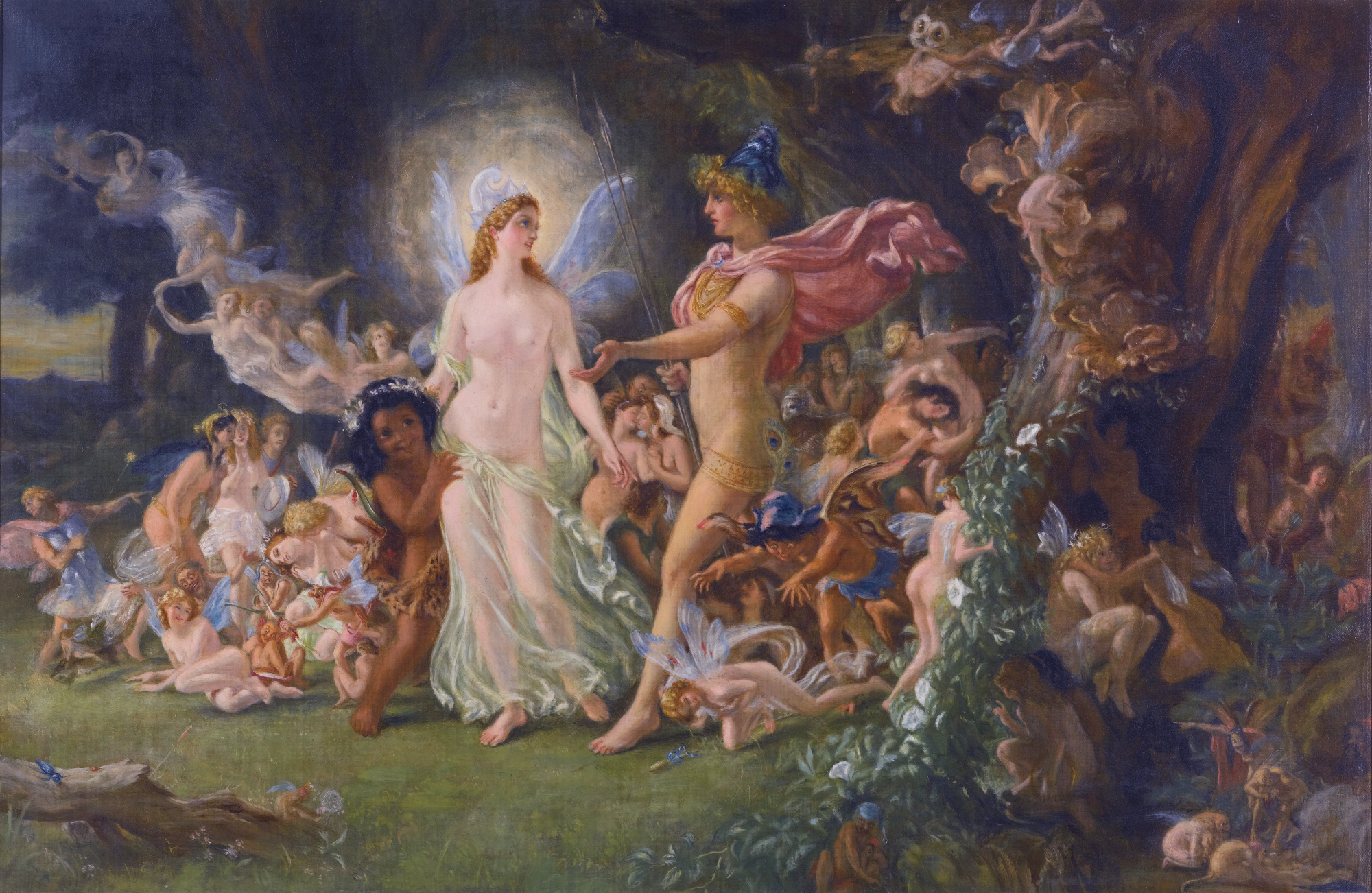
Шекспірівські феї Оберон та Титанія. Ноель Петон

Як персонажі художніх творів, феї стали з'являтися в середньовічній романтичній літературі, переважно як істоти, що зустрічалися мандрівним лицарям. Наприклад, фея з'явилася перед сером Лаунфалем і зажадала від нього любові; за поширеним казковим мотивом, вона бере з героя обіцянку, якої той не дотримується. Поступово в середньовічній літературі образ фей витіснявся чарівницями, проте зустрічався в таких творах, як «Сер Гавейн і Зелений лицар», «Королева фей» Едмунда Спенсера. Особливу популярність здобула фея Морґана, хоча в «Смерті Артура» вона — людська жінка, котра навчилася чаклунству. Король Герла у викладі середньовічного письменника Вальтера Мапа, відвідує маєток карликів і повертається звідти через триста років. Коли його свита вершників спускає ноги зі стремен, то перетворюється на прах, а сам король лишається навіки в сідлі. Можливо, такою є історія появи «дикого полювання» — поширеного в Європі вірування про з'яви армій привидів.
У багатьох художніх творах доби Відродження феї фігурували пліч-о-пліч з німфами та сатирами античної міфології, в інших — поступово підміняли цих міфологічних істот. Поет-чернець XV століття Джон Лідгейт писав, що король Артур був коронований у «країні фей», і що після смерті його забрали чотири феї-королеви в Авалон, де він спочиває під курганом фей і залишатиметься там до тих пір, поки знов не повстане в час скрути.
Вільям Шекспір описав фей у «Сні літньої ночі», де дія відбувається одночасно в лісі та в країні фей; сварка фей створює хаос в природі і формує фантасмагоричну основу сюжету. Феї фігурують також у творі сучасника Шекспіра Майкла Дрейтона «Німфідія». В XVII столітті з'явився термін «contes de fee» («fairy tale», що переважно перекладається як «чарівна казка» взагалі, а не конкретно про фей). Відомо, що брати Грімм спочатку використовували фей як персонажів своїх казок, лише заміняючи їх на чарівниць. Один з ранніх варіантів казки «Попелюшка» описує як мачуха наказує батькові Попелюшки відправити її до фей за подарунками.

Здобули популярність балади про фей та ельфів, де смертний опиняється в їхніх володіннях. У пісні XIX століття «Леді Ізабель та ельф-лицар», ельф убиває своїх дружин і жінці доводиться обдурити його аби врятуватися. В казкової баладі «Тем Лін» герой, хоч і живе з феями і володіє їхніми здібностями, насправді — «земний лицар». Життя його протікає в достатку, але він побоюється, що феї віддадуть його в пекло як данину дияволу. Балада «Сер Орфео» оповідає про те, як дружина сера Орфео була викрадена королем фей, лише обманом і мистецтвом гри на арфі чоловікові вдалося повернути її назад. «Сер Деґар» розповідає про важку долю жінки, віддав своєму коханцеві з царства фей; в версіях виявляється, що він був смертним-самозванцем. «Томас Віршописець» рятується з царства ельфів після того, як проводить там сім років. Герой балади «Озін» стає жертвою викрадення феями, а коли повертається, виявляється, що минуло три віки і сам він перетворився на старця.

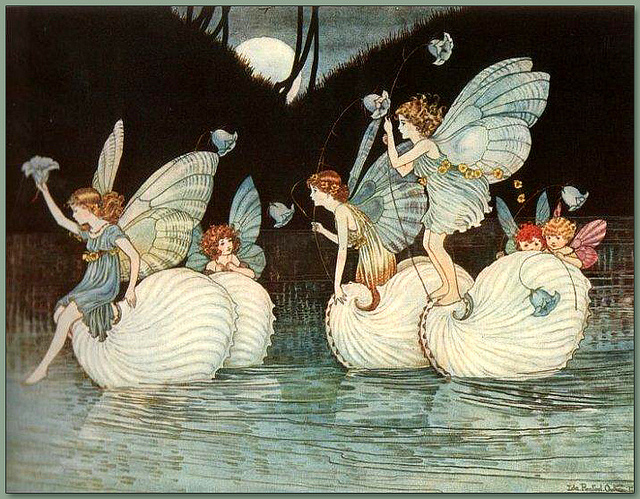
«Острови фей», малюнок Іди Рентул Аутвейт, 1916 р.

За романтизму зростає інтерес митців до фольклору, збільшується кількість авторських творів з феями-персонажами, зокрема Редьярда Кіплінга, Клайва Стейплза Льюїса. Казки про фей вплинули на творчість Вальтера Скотта і Джеймса Гогга. В казках Жан Інгелоу феї втілюють собою  моральні ідеали. Королева Марія Текська цікавилася фольклором про фей і популяризувала образ феї квітів. Цьому посприяли і твори поетеси й художниці Сесілі Мері Баркер у 1923—1948 роки, Артура Рекгема, Браяна Фрауда, Емі Браун, Девіда Деламера, Мередіт Діллман, Джасмін Беккет-Гріффіт, Воріка Гобла, Кайлі Інголда, Іди Рентул Оутвейт, Мірея Петтіта, Флоренса Гаррісона, Сюзани Скалор, Нене Томаса, Гюстава Дореа, Ребекки Гвай. Вікторіанський художник Річард Дадда створив галерею зображень злих, підступних фей, однак в цілому, феї описувалися дедалі меншими та милішими істотами. Інтерес до фей в образотворчому мистецтві зріс після фото «фей із Коттінглі» у 1917 році. Істотну роль в популяризації казок і оповідань про фей склав письменник, історик і фольклорист Ендрю Ленг.
З відкриттям європейцями різноманітності східної міфології та фольклору, феями стали називатися і їхні істоти, а потім і решта споріднених духів. Так, феями називають даоських безсмертних, японських йосей, індуїстських апсар, буддистських тенньо, ямбо африканського народу Волоф, слов'янських самовіл, русалок, мавок.
На Заході поширені садові прикраси, «будиночки фей», що виготовляться з глини, дерева, гілочок та інших природних матеріалів. Виглядаються або як маленькі хатини, або й цілі мініатюрні палаци чи фантастичні квіти, курені.